# Michal Jordán
Michal Jordán (Zlín, 17 luglio 1990) è un hockeista su ghiaccio ceco.

## Carriera
La sua carriera è iniziata in OHL con i Windsor Spitfires nella stagione 2007/08. Dal 2008 al 2010 ha giocato con i Plymouth Whalers, sempre in OHL. Nella stagione 2010/11 è approdato in AHL con i Charlotte Checkers. 
In NHL ha giocato con i Carolina Hurricanes (2012/13, 2014/15 e 2015/16).
Nella stagione 2016/17 è approdato in KHL con l'Ak Bars Kazan, mentre nell'annata seguente ha giocato con l'Amur Chabarovsk.
Con la nazionale della Repubblica Ceca ha preso parte a diverse edizioni dei campionati mondiali e ai Giochi olimpici invernali 2018.